# Confine tra Argentina e Bolivia
Il confine tra l'Argentina e la Bolivia descrive la linea di demarcazione tra questi due stati. Ha una lunghezza di 742 km.

## Caratteristiche
La linea di confine interessa la parte nord dell'Argentina e quella sud della Bolivia. Ha un andamento generale da ovest verso est.

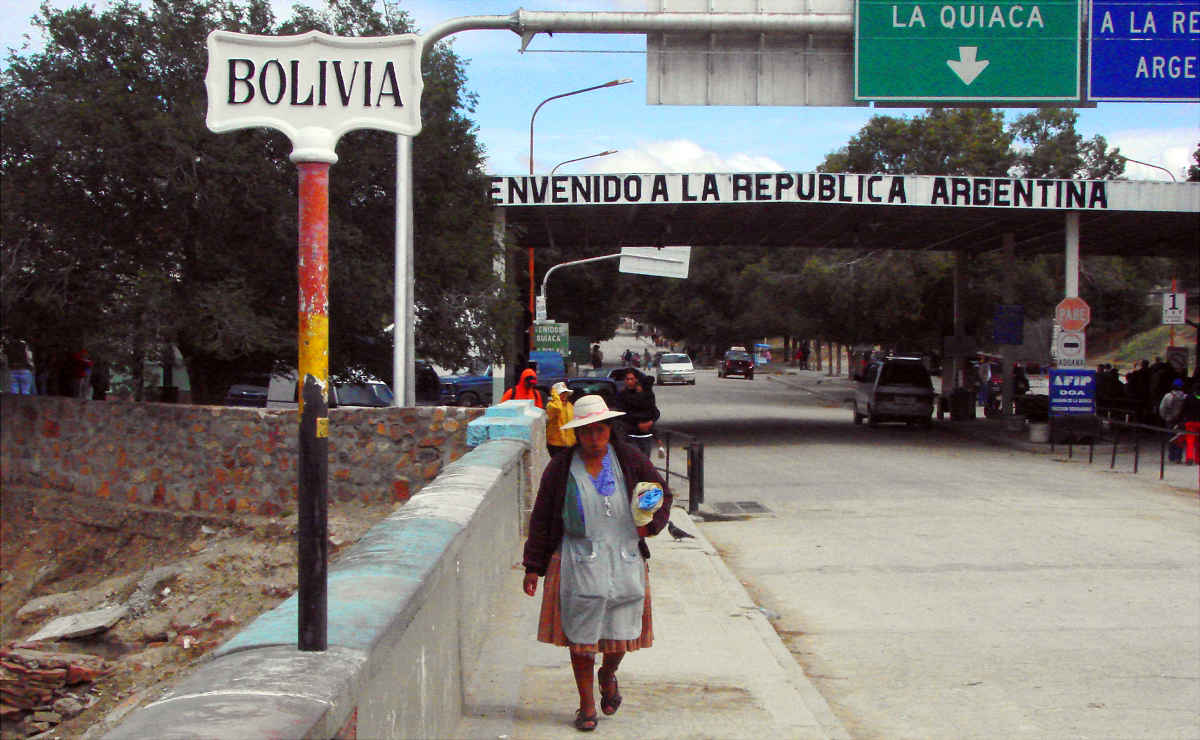
Punto di frontiera tra i due Paesi, visto dalla Bolivia, nei pressi di La Quiaca

Inizia alla triplice frontiera tra Argentina, Bolivia e Cile e termina alla triplice frontiera tra Argentina, Bolivia e Paraguay.